# Nahr al-Kalb
Der Nahr al-Kalb (arabisch نهر الكلب, deutsch Hundefluss) ist ein saisonaler Fluss im Libanon. Er hat eine Länge von 31 km von seiner Quelle in Jeita in der Nähe der Jeita-Grotte bis zur Mündung ins Mittelmeer bei Jounieh.
Der altgriechische Name für den Nahr al-Kalb lautet Lycus oder auch Eleutherus. In einem Vertrag zwischen Ramses II. und den Hethitern aus dem 14. Jahrhundert v. Chr. diente er als Grenze zwischen Ägypten und dem Besitz der Hethiter.

## Strategische Bedeutung und Befestigung
Gerade diese Grenze zwischen nördlicher und südlicher Küstenregion macht die Bedeutung des Nahr al-Kalb aus. Die tiefe Schlucht kann nur in Mündungsnähe überquert werden. Deswegen war es für zahlreiche Streitmächte von strategischer Bedeutung, diesen Übergang zu sichern. Bereits die Ägypter schlugen Stufen in den Fels, um die Überquerung zu erleichtern. Auch die Assyrer bauten die schmalen Pfade aus, die für große Heere oder Schwertransporte kaum geeignet waren. Erst unter dem römischen Kaiser Marc Aurel wurde um das Jahr 180 in den Steilhang eine Straße gehauen. Diese verlief 30 m über dem Meer.

## Inschriften
Feldherren der Ägypter, Assyrer, Perser, Römer und viele mehr hinterließen nach einer erfolgreichen Eroberung eine Inschrift in den Felsen des Flusstales. Die ältesten Stelen stammen aus der Zeit des ägyptischen Pharaos Ramses II. Dieser war der erste, der die beschwerliche Küstenroute dem Weg durch die Bekaa-Ebene vorzog. Er ließ insgesamt drei Inschriften einmeißeln. 
Weitere Inschriften stammen vom römischen Kaiser Caracalla, vom neubabylonischen Herrscher Nebukadnezar und vom  mamelukkischen Sultan Barquq. Auch Inschriften moderneren Datums sind erhalten. 1860 ließ der französische  General Beauforts die ägyptische Gedenktafel Ramses II. löschen, um an derselben Stelle mit dem Erfolg seines Feldzuges anzugeben. Weitere Inschriften wurden zwischen 1918 und 1946 eingemeißelt. 